# Grauverlauffilter

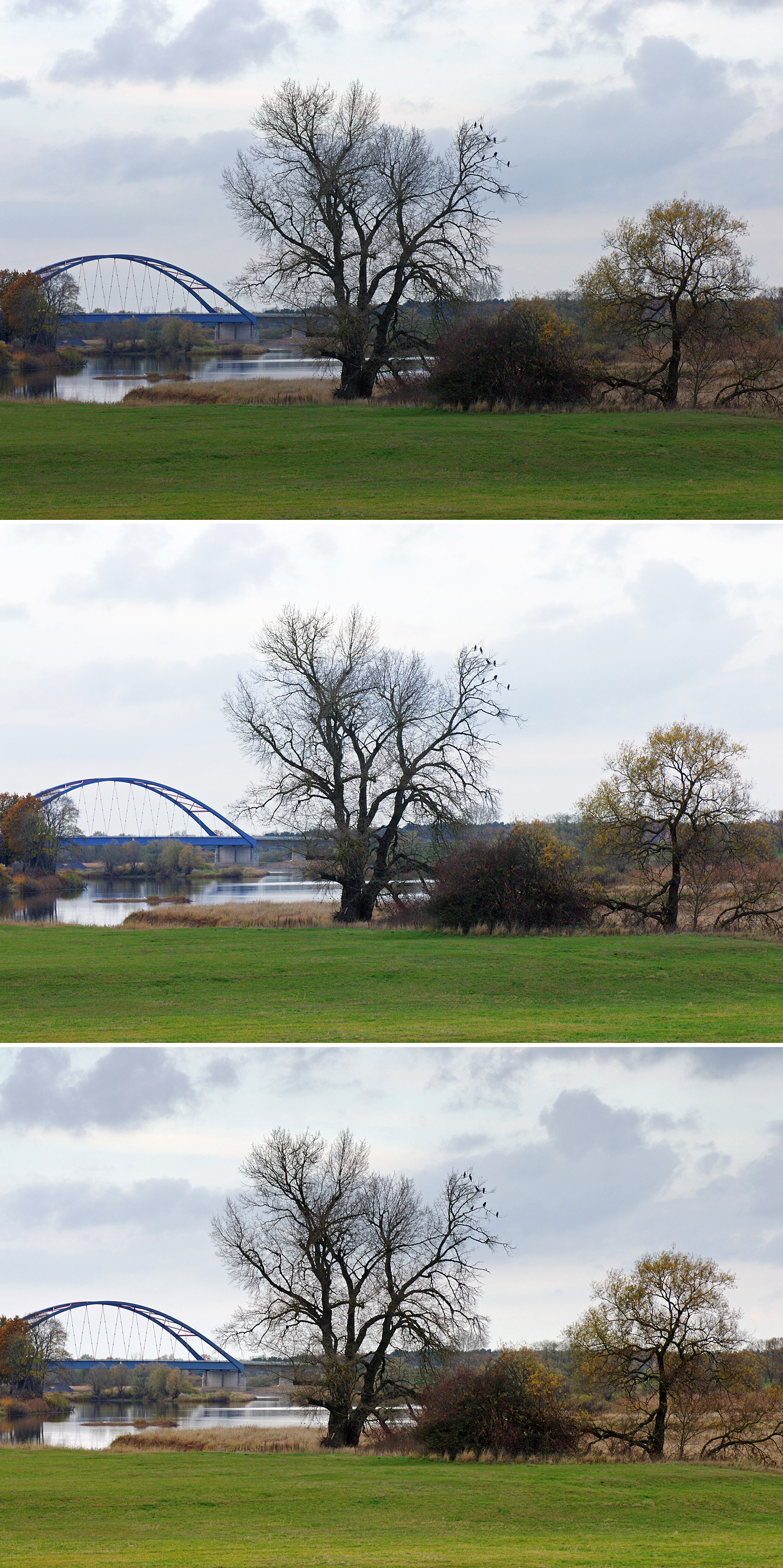
Vergleich der Belichtungswirkung ohne (oben, Mitte) und mit Grauverlauffilter (unten; Näheres in der Bildbeschreibung)

Grauverlauffilter oder GND-Filter (aus dem Englischen graduated neutral density filter) sind ND-Filter, die zu einem Ende hin ganz transparent werden. Sie werden häufig in der Landschaftsfotografie eingesetzt, um eine Überbelichtung des Himmels bei korrekter Belichtung des Bodens zu vermeiden. Der Effekt eines GND-Filters kann außer bei HDR-Aufnahmen nur sehr beschränkt durch elektronische Bildbearbeitung simuliert werden, da in überbelichteten Stellen Bildinformationen in der Regel verloren sind.

## Verlaufsarten
Die angebotenen Filter werden in unterschiedlicher Stärke und mit unterschiedlichem Verlauf (z. B. weicher Verlauf = weicher farblicher Übergang; harter Verlauf = sichtbare farbliche Grenze bzw. harter farblicher Übergang) angeboten. Die Stärke wird, wie beim ND-Filter, durch die Angabe NDx angegeben.

GND-Filter mit weichem Verlauf
GND-Filter mit hartem Verlauf

## Neutralität
Kein aktuell auf dem Markt befindlicher Filter ist farbneutral. Grund dafür ist neben dem eigentlichen Filtermaterial die Tatsache, dass dort, wo der Filter abdunkelt, trotzdem Licht im infraroten Wellenbereich ungehindert den Filter durchdringt. Durch die verlängerte Belichtungszeit tritt in der Folge häufig ein Farbstich ins Rötliche auf.